# Brumby (paard)

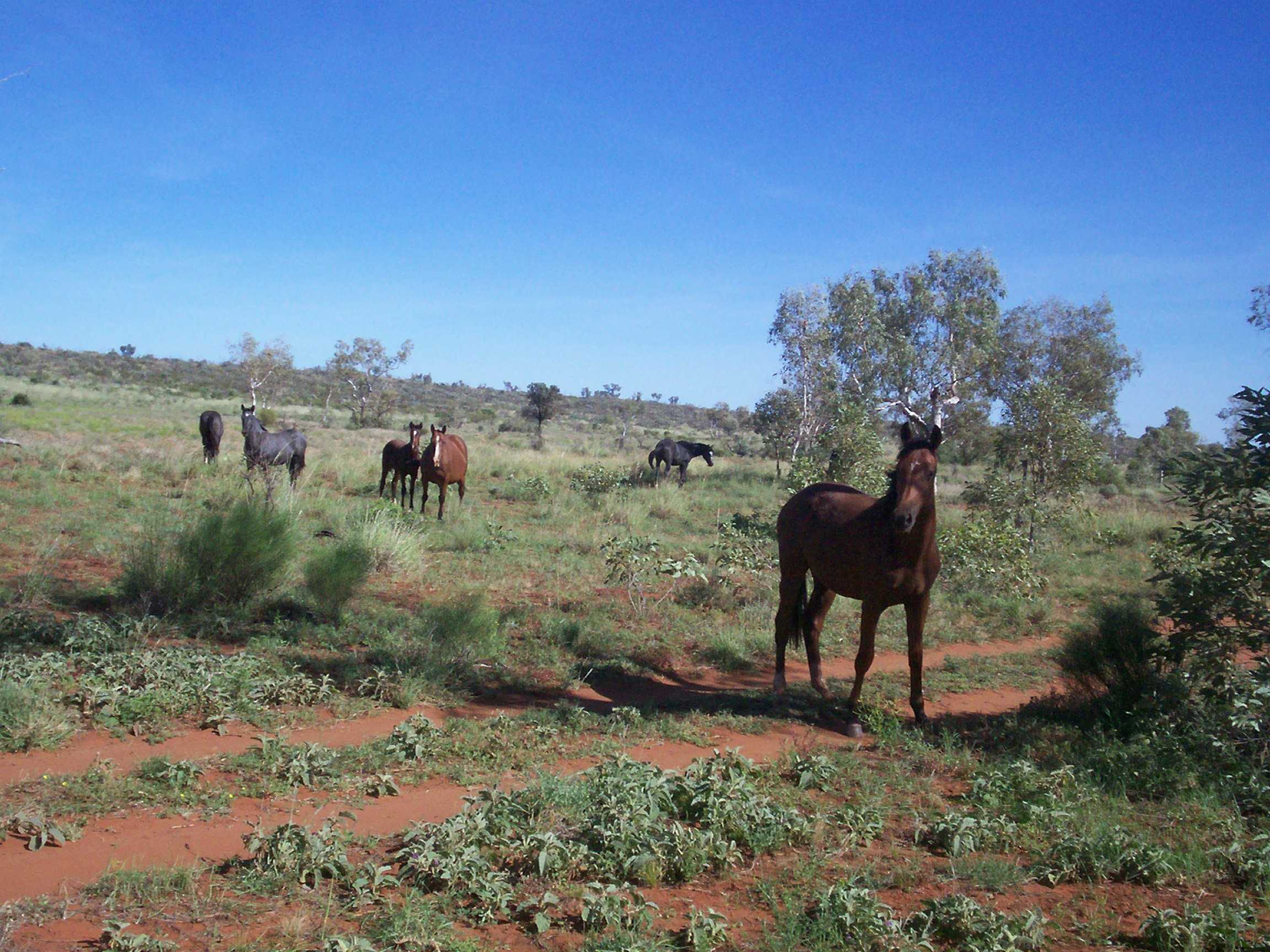
Brumby's in Noord-Australië

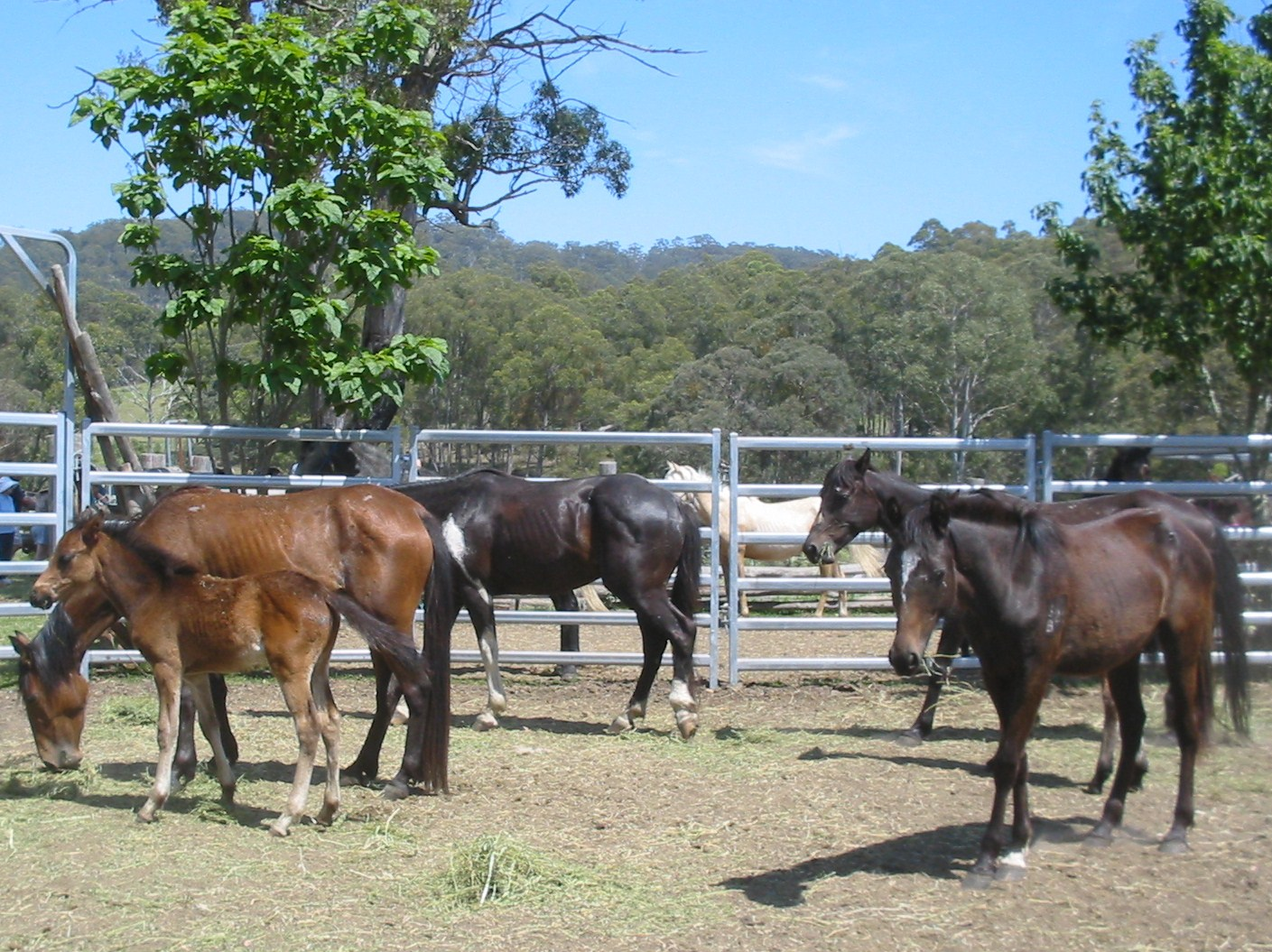
Brumby's in Australië

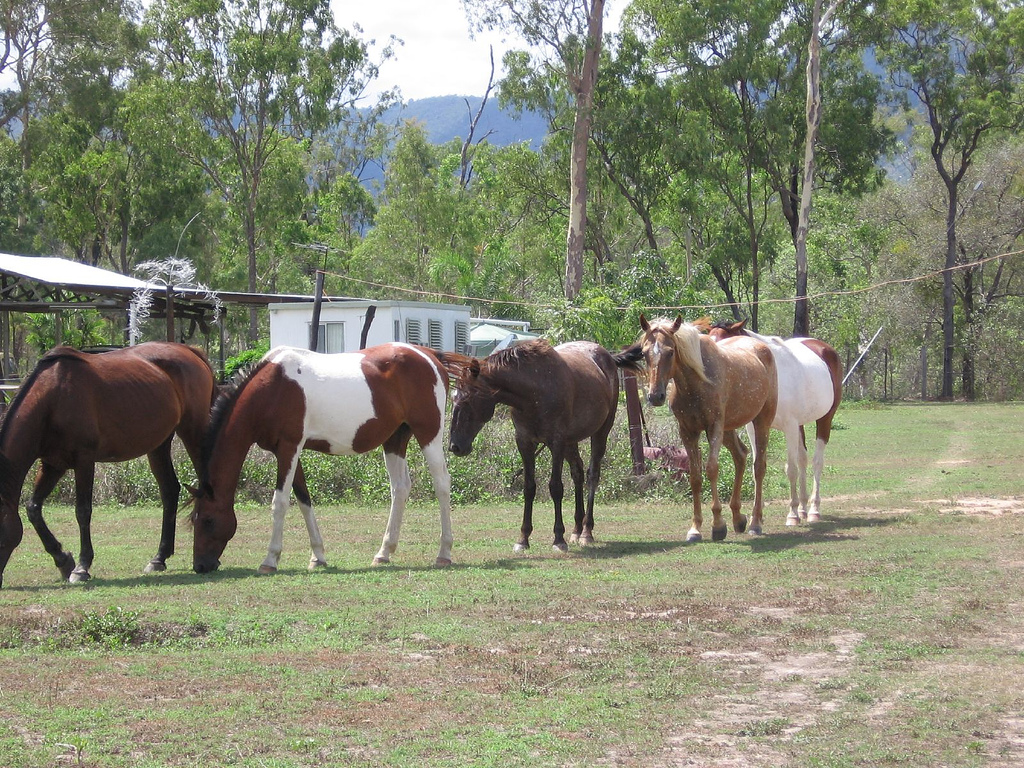
Een bonte kudde brumby's

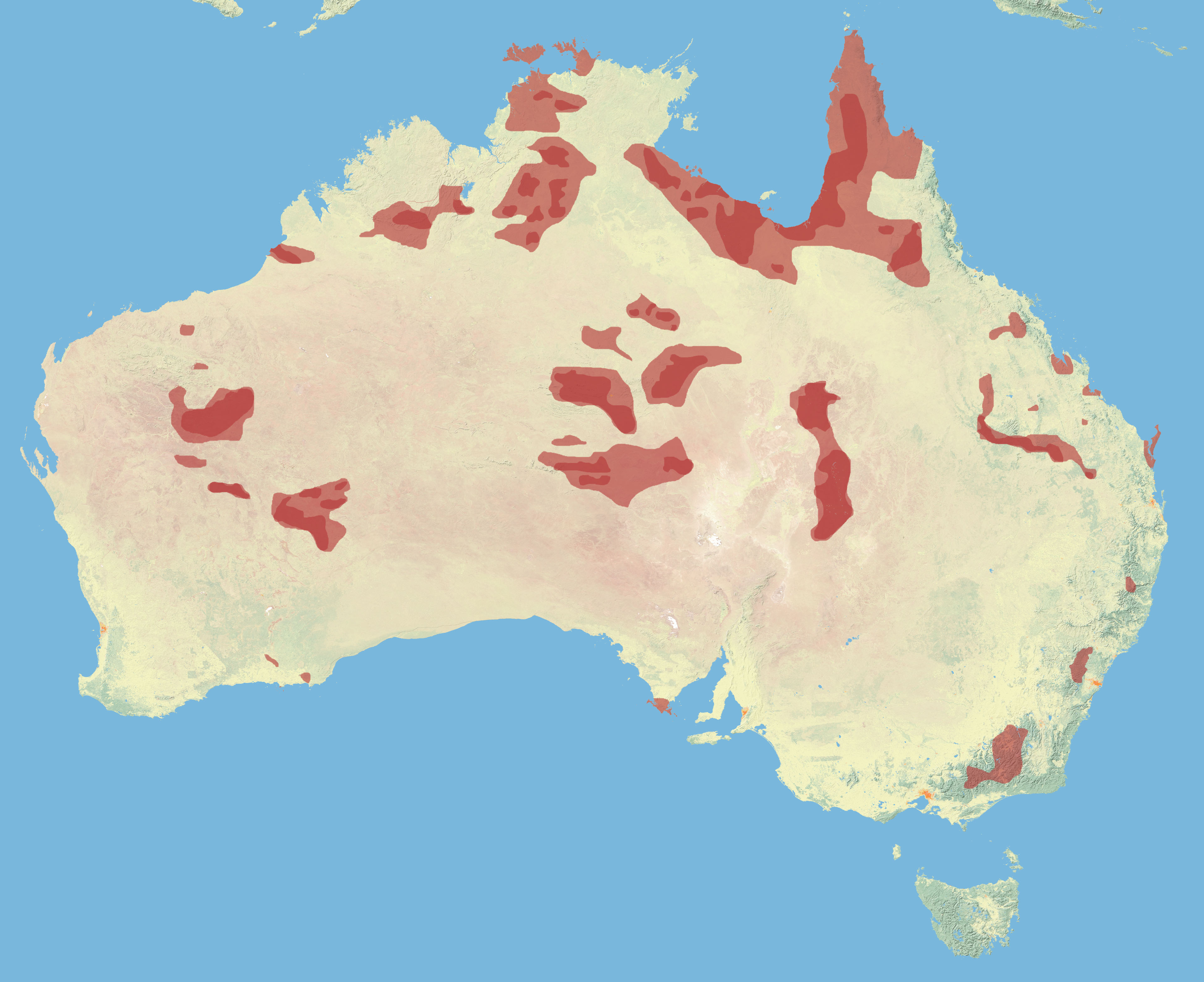
Het verspreidingsgebied van brumby's in Australië

De brumby is een ras van verwilderde paarden en pony's die voorkomen in verschillende delen van Australië. Het ras ontstond uit weggelopen en losgelaten dieren van kolonisten, die naar Australië waren meegebracht als gebruikspaarden en het ras is daardoor vergelijkbaar met de Amerikaanse mustang.
Wat betreft de vitaliteit is de brumby een zeer sterk paard. Wat betreft aanleg is het ras weinig geschikt om als sportpaard gebruikt te worden.

## Geschiedenis
De eerste paarden op het Australische continent waren de paarden van Engelse kolonisten die in januari 1788 in Australië aan land kwamen. In het begin waren het vooral paarden uit Zuid-Afrika. Dit waren 'capers'. Later werden er ook Engelse volbloeden, arabieren en Welsh mountainpony's naar Australië gebracht.
Ook kwamen er paarden uit Zuid-Amerika. De meeste van deze paarden hadden een zeer goed uithoudingsvermogen, zodat ze de lange zeereis zouden overleven en het zware werk, dat ze in Australië zouden moeten verrichten, aankonden.
Begin 1800 werd in het binnenland van Australië goud ontdekt. Met de goudzoekers kwamen veel paarden mee. Soms ontsnapten er paarden en deze begonnen verwilderde kuddes te vormen. Dit waren de eerste brumby's. Door de barre leefomstandigheden paste het type en karakter van deze paarden zich in de loop der tijd aan. Alleen de sterkste paarden konden overleven, waardoor het ras zeer taai en sober is geworden.
Doordat vele paarden erin slaagden te overleven, groeide het aantal brumby's. Al in 1860 werden ze omschreven als een plaag. Dit zorgde in de jaren zestig voor grote problemen in de binnenlanden van Australië. Men probeerde het aantal dieren te laten teruglopen door met vliegtuigen en jeeps kuddes samen te drijven en ze af te schieten. Er werden daarbij ongeveer zeventienduizend brumby's gedood.
Ook tegenwoordig vormen de brumby's in Australië nog steeds een probleem, doordat ze zich zo snel vermeerderen en niet bijzonder geschikt zijn om als rijpaard gebruikt te worden. Een groot gedeelte van het paardenvlees dat vanuit Australië op de Europese markt terechtkomt, is afkomstig van brumby's.

## Leefgebied
Het bekendste leefgebied van de brumby bevindt zich in de Australische Alpen.

## Exterieur
De brumby heeft een stokmaat van 1,40 meter tot 1,50 meter en is daarmee naar de gebruikelijke indeling eigenlijk een grote pony. De meeste brumby's hebben een onderhals. De stand van de achterbenen is vaak koehakkig en meestal zijn de paarden overbouwd. Dit betekent dat het kruis (hoogste punt van de achterhand) hoger is dan de schofthoogte. Brumby's hebben slanke, sterke benen met zeer harde hoeven.

## Karakter
Doordat de brumby is verwilderd en in zijn jeugd weinig contact heeft met mensen, is hij zeer moeilijk te berijden. Ook een ingereden brumby heeft een heel onafhankelijk en weinig volgzaam karakter.

## Afbeeldingen

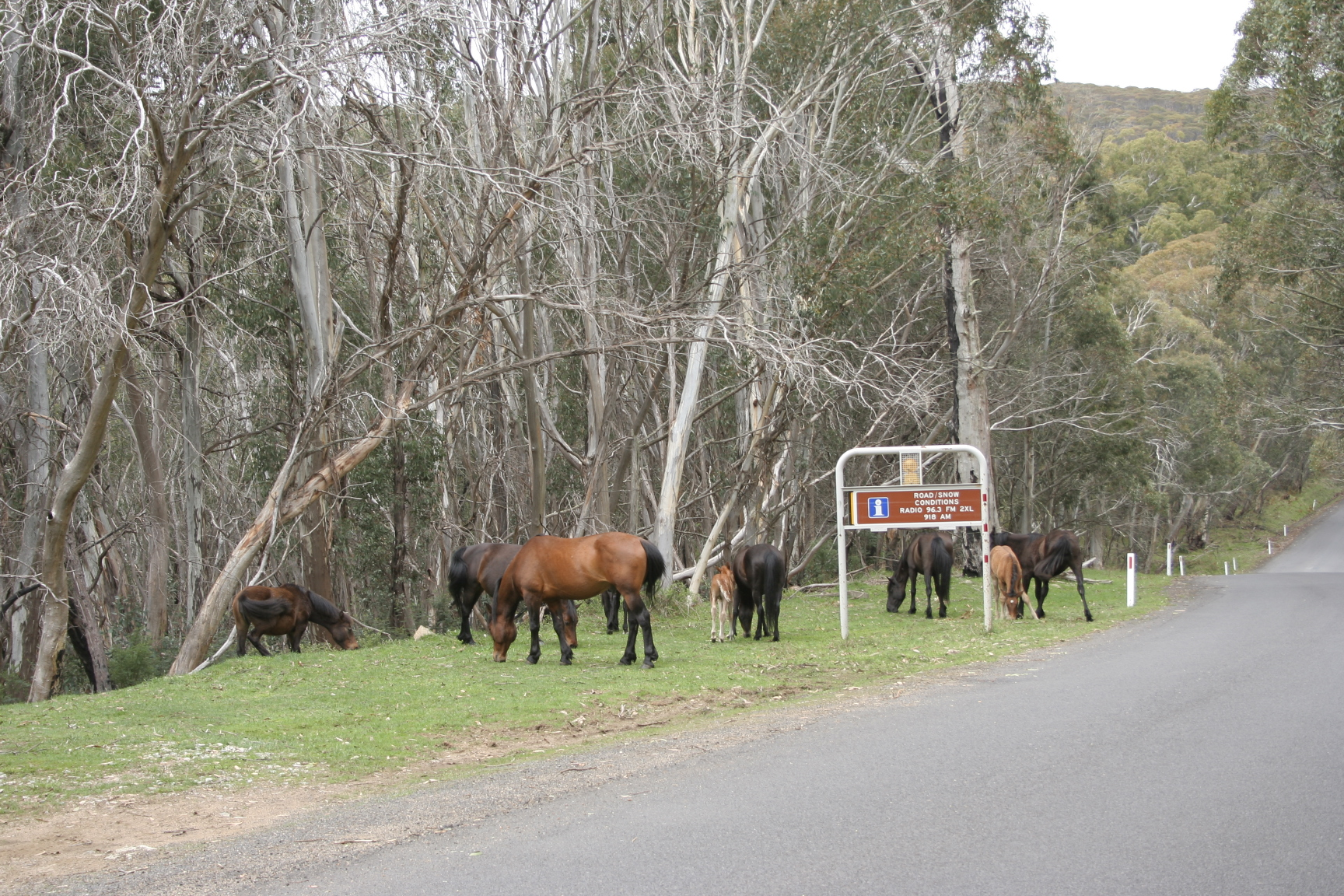
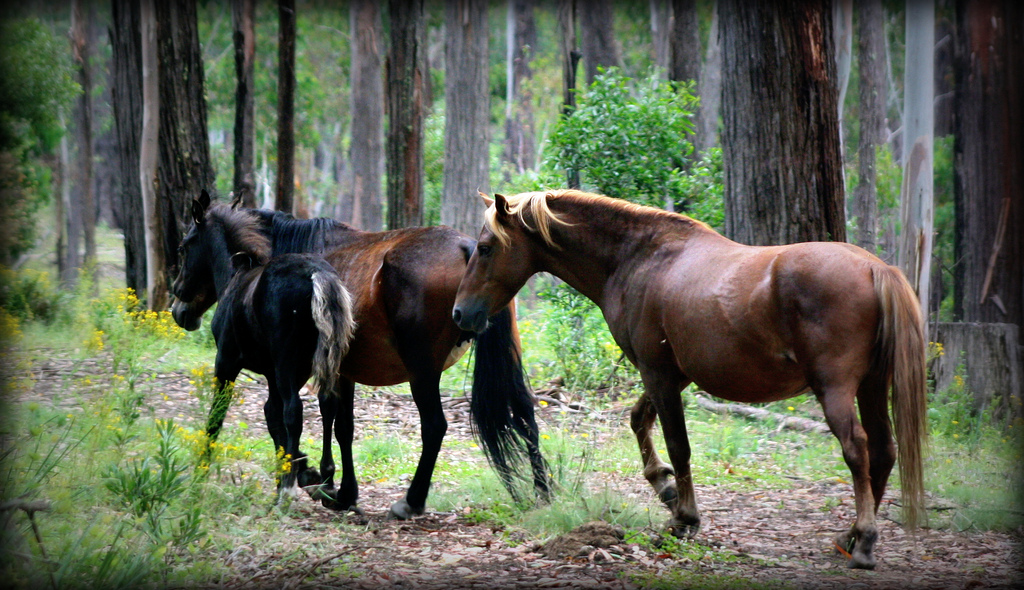
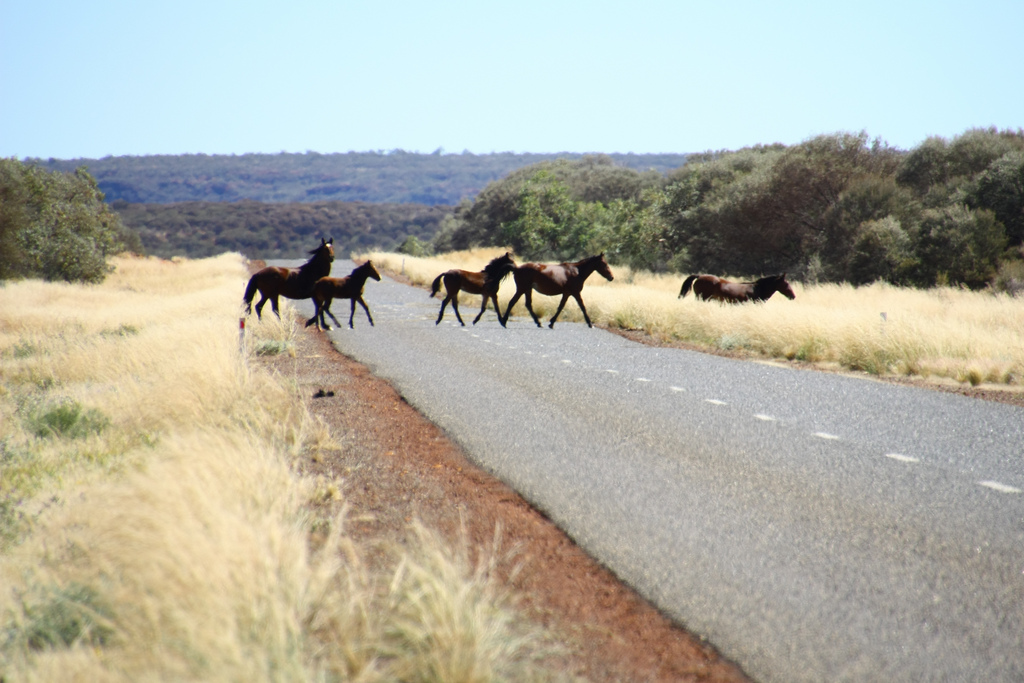
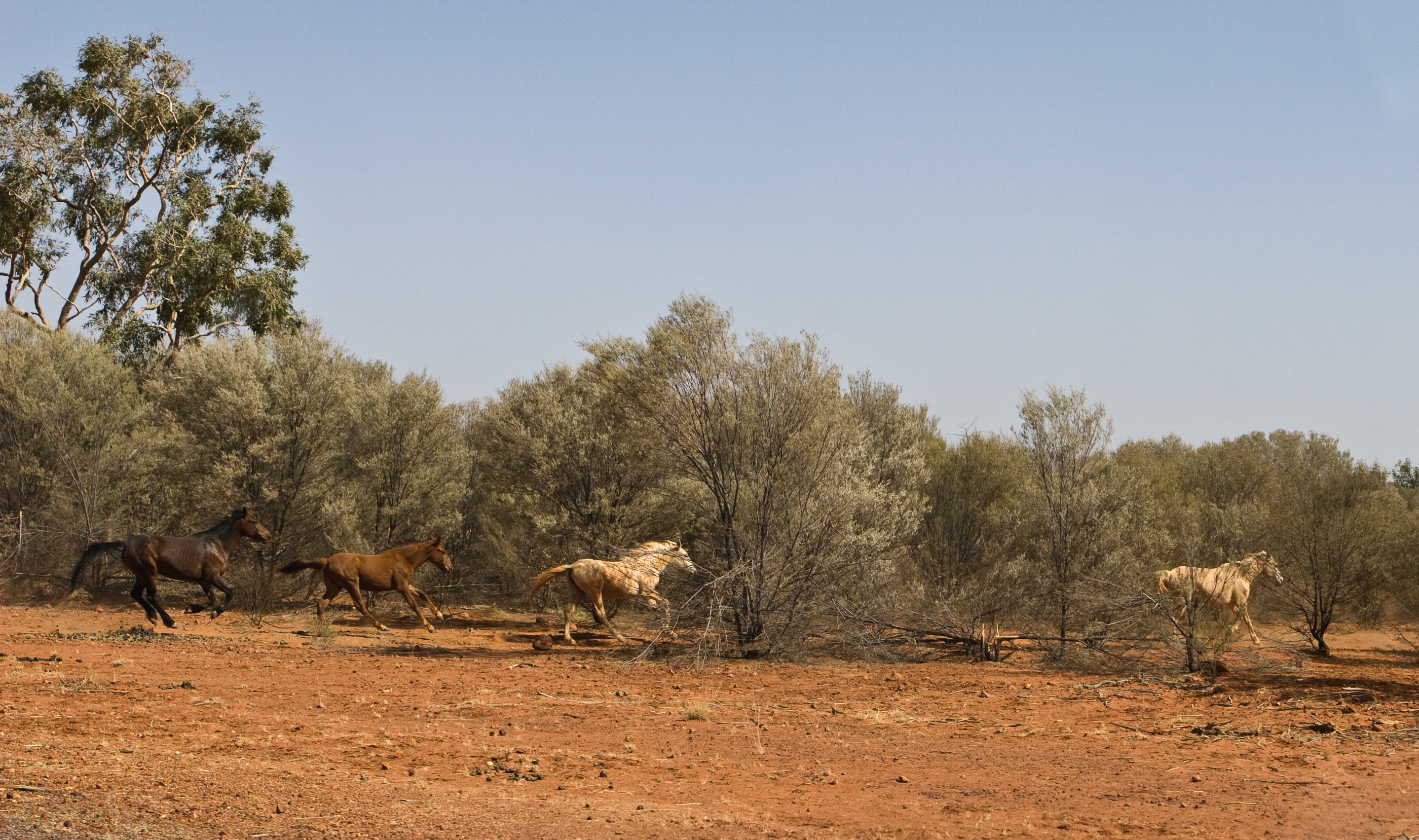
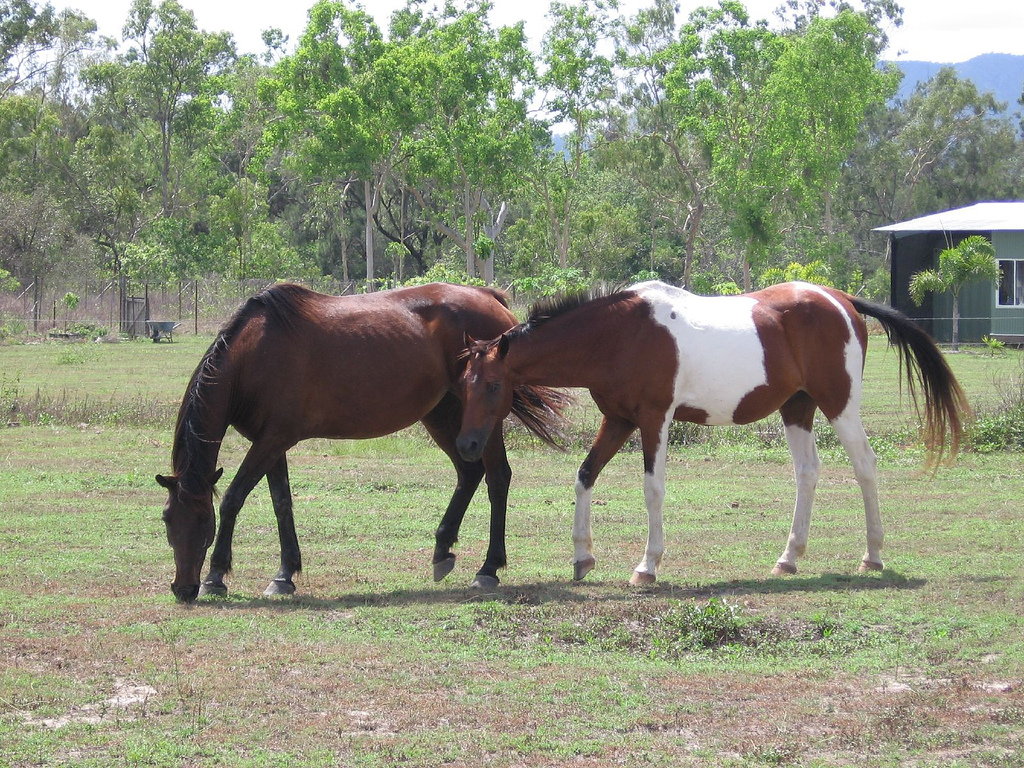
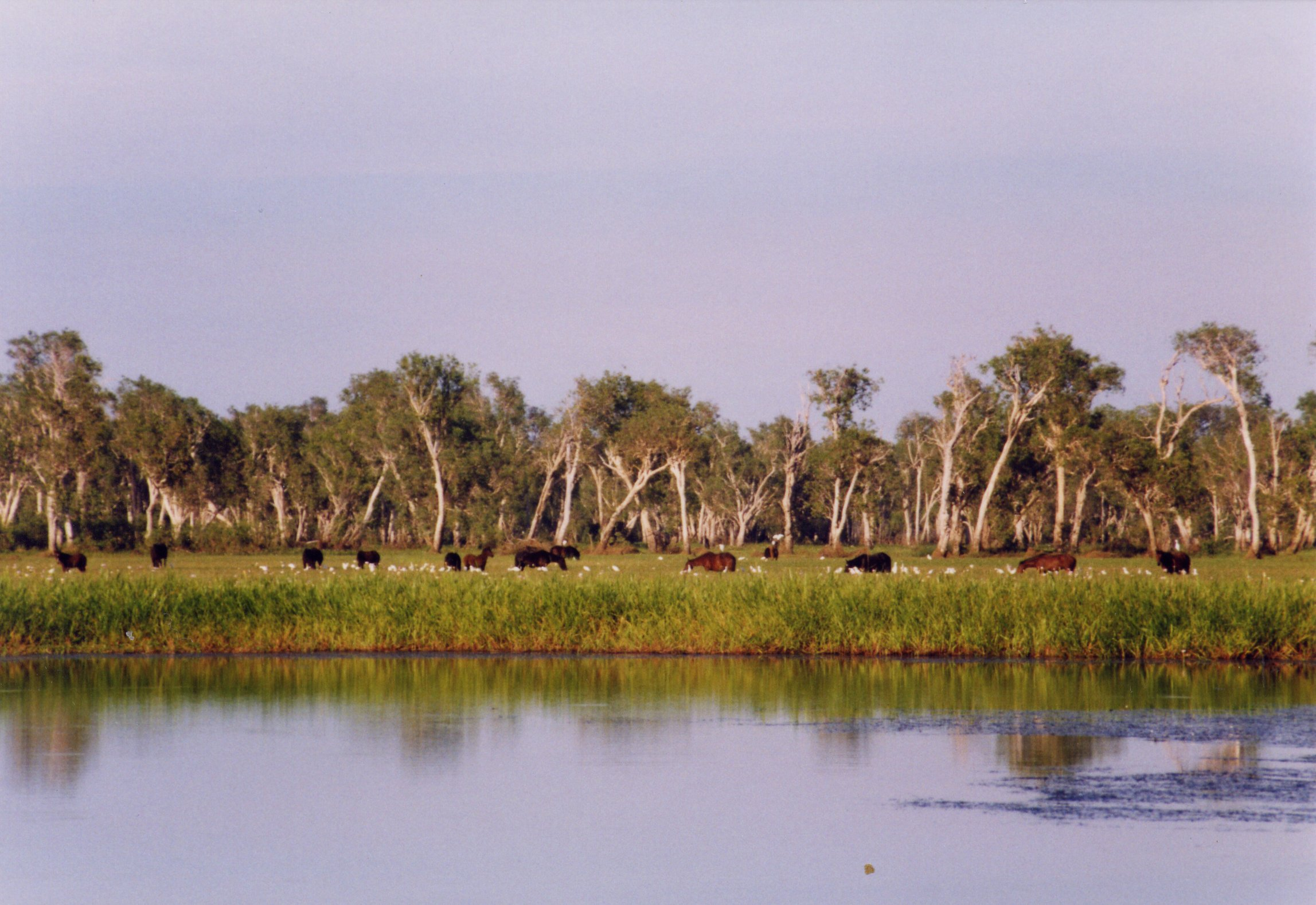